# Khamoro
Khamoro (slovo khamoro pochází z romštiny a znamená sluníčko) je jedním z největších profesionálních romských festivalů na celém světě, který probíhá od roku 1999 v Praze. Festival pravidelně nabízí jedinečné koncerty romských kapel z celého světa, výstavy, filmové projekce, taneční workshopy i odborné semináře a konference. Festival v posledních letech navštěvuje ročně přibližně 10 000 lidí z Česka i zahraničí.

## Historie
Festival založil v roce 1999 manželský pár – Džemil a Jelena Silajdžić – pod hlavičkou občanského sdružení Slovo 21 a společnosti Studio Production Saga. Cílem festivalu bylo od samotných počátků vytvořit profesionální kulturní akci světového významu, na níž by vystupovali ti nejlepší romští umělci a která by skrze prezentaci jedinečného romského umění pozitivně ovlivňovala vzájemné soužití Romů a Čechů. Od roku 1999 probíhá festival pravidelně, a to jedenkrát za rok v posledním květnovém týdnu.
Pokud shrneme vývoj festivalu Khamoro za 20 let v číslech, dostaneme se k následujícím hodnotám:
- přes 150 000 návštěvníků
- vystoupení 160 hudebních skupin z více než 40 zemí
- realizace desítek odborných seminářů a konferencí
- desítky výstav romského umění
- desítky projekcí filmů s romskou tematikou
- cca 50 akreditovaných novinářů ročně

Festival je oceňován a pravidelně podporován řadou významných osobností: Václav Havel, Libuše Benešová, Emil Ščuka, Pavel Bém, Michael Kocáb, Mirek Topolánek, Pavel Dostál, Adriana Krnáčová a další. Zúčastňují se jej také mnozí známí umělci a osobnosti jako Tereza Maxová, Pavel Šporcl, Věra Bílá, Vladimír 518, Vojta Dyk, Jana Cina, Linda Rybová, Tatiana Kuchařová, Tonya Graves, Osmany Laffita, Emma Smetana, Plastic People, Radek banga, Jan Bendig, Vojta Lavička aj.

## Hudební program – vystupující umělci
Jádrem celého festivalu je bezpochyby romská hudba, která představuje významnou součást celosvětového kulturního dědictví.
Umělci na festivalu Khamoro vystupují zpravidla v rámci šesti dnů obsahujících mimo jiné - koncert současné romské hudby, sólové koncerty Gypsy jazzu-swingu, koncerty tradiční romské hudby a závěrečný slavnostní galakoncert.

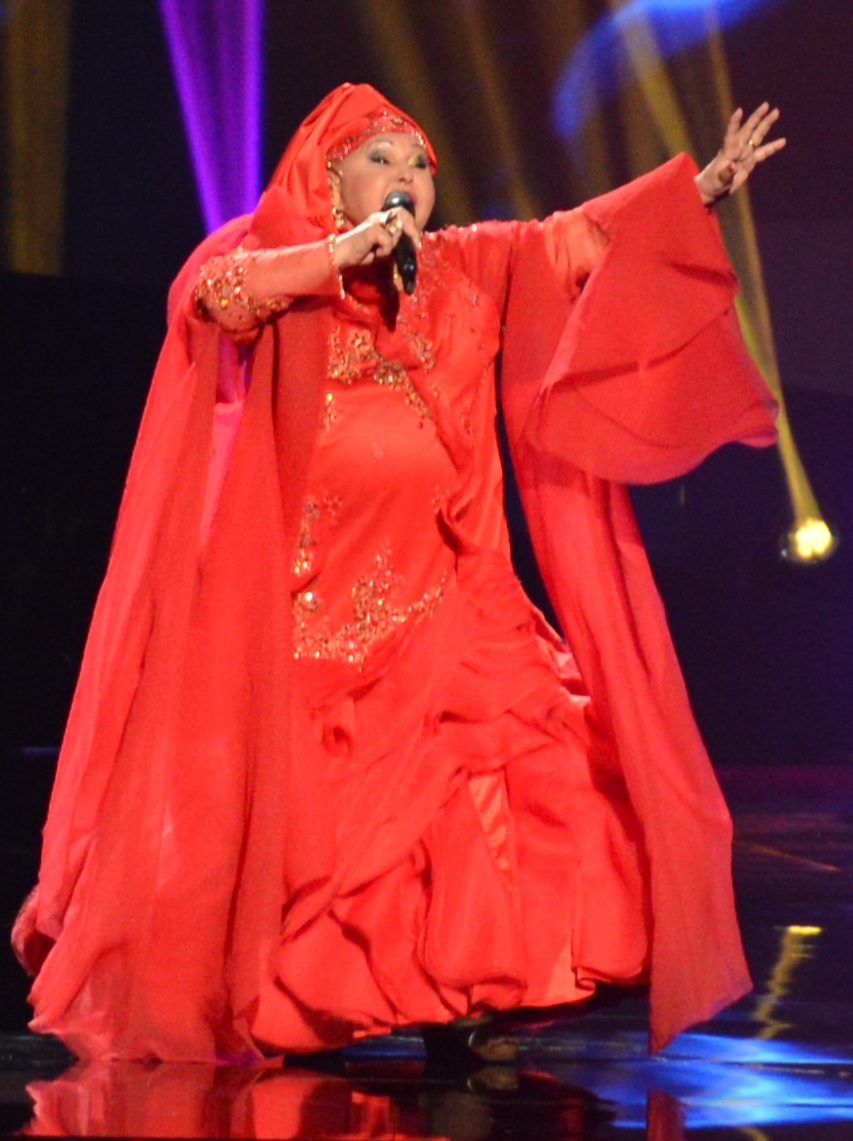
Esma Redžepovová

Na festivalu vystoupilo mnoho hudebníků z celého světa. Mezi ty nejvýznamnější patří (v závorce uveden stát a rok vystoupení):
- Ampáro Cortés (Španělsko, 2004)
- Angelo Debarre (Francie, 2006, 2018)
- Antonín Gondolán (Česko, 1999)
- Bengas (Česko, 2003)
- Ciganos d´Ouro (Portugalsko, 2002 a 2007)
- Diabolske husle (Slovensko, 1999 a 2003)
- Dhoad Gypsies of Rajasthan (Indie, 2007)
- Esma Redžepovová (Makedonie, 2008)
- Fanfare Ciocărlia (Rumunsko, 2003)
- Greg Demeter’s Moscow Gypsies; divadlo Romen (Rusko, 2017)
- Karandila (Bulharsko, 2003)
- Kočani Orkestar (Makedonie
- Lelo Nika (Dánsko, 2009)
- Loyko (Rusko, 2000, 2002 a 2008)
- Mahala Rai Banda (Rumunsko, 2010)
- Maharaja Brass Band (Indie, 2012)
- Mário Bihári (Česko, 2015)
- Martin Lubenov Orkestar (Bulharsko, 2005)
- Nitcho Reinhardt trio (Francie, 2017)
- Parno Graszt (Maďarsko, 2003)
- Puerto Flamenco (Španělsko, 2006 a 2008)
- Raya and her Gipsy Legacy (Norsko, 2000 a 2004)
- Romen (Rusko, 1999)
- Rosenberg Trio (Nizozemsko, 2002 a 2009)
- Stochelo Rosenberg (2018)
- Šaban Bajramović (Jugoslávie, 1999)
- Taraf de Haidouks (Rumunsko, 2017)
- Terne Čhave (Česko, 2015)
- Tchavolo Schmitt (Nizozemsko, 2010, 2018)
- Věra Bílá a Kale (Česko, 1999, 2015)

## Doprovodný program – speciální akce festivalu
Každý rok jsou do programu zařazovány speciální, doprovodné akce festivalu. Jedná se např. o taneční workshopy se zkušenými lektory, výstavy výtvarného umění i fotografií, filmové projekce (dokumentární i celovečerní filmy), čtení ze sborníků a knih, módní přehlídky a další. Jednou z nejoblíbenějších akcí je bezpochyby také tradiční defilé účinkujících v centru Prahy, které se koná vždy ve čtvrteční poledne festivalového týdne - v krásném historickém centru Prahy mají turisté i náhodně kolemjdoucí možnost připojit se k pestrobarevnému průvodu, poslechnout si romské písně a balady z celého světa a obdivovat krásy romských tanečnic a jejich kostýmů.

## Odborný program
V rámci festivalu se pravidelně konají různorodé odborné semináře, panelové diskuse či konference, kterých se vždy účastní pozvaní romští i neromští experti. Odborný program se snaží reagovat na aktuální témata a zároveň přispívat ke zvyšování informovanosti a k ochraně romské kultury, tradic či jazyka. Z témat minulých let jmenujme například: Romové a média, Romští asistenti ve školách, Sociálně vyloučené romské komunity a Evropský sociální fond, Mladí Romové mezi tradicí a současností, Romská hudba na přelomu tisíciletí, Genocida Romů v době druhé světové války, Postavení romských žen ve společnosti, Romská identita a mnoho dalších.
Další akcí odborného programu jsou také mezinárodní workshopy s názvem Jdeme dlouhou cestou, jejichž cílem je motivovat a vzdělávat romskou mládež z Evropy. Účastníci workshopů absolvují během festivalu bohatý týdenní program plný přednášek a dílen.